# Регалђофоли (Палермо)
Регалђофоли је насеље у Италији у округу Палермо, региону Сицилија.
Према процени из 2011. у насељу је живело 247 становника. Насеље се налази на надморској висини од 535 м.